# سوبولکی
سوبولکی (به لاتین: Sobůlky) یک منطقهٔ مسکونی در جمهوری چک است که در ناحیه هودونین واقع شده‌است. سوبولکی ۶٫۹۷ کیلومتر مربع مساحت و ۹۰۱ نفر جمعیت دارد و ۲۴۴ متر بالاتر از سطح دریا واقع شده‌است.